# Савчинський Микола
Микола Савчинський — громадський діяч, співредактор (з 1854) і головний редактор з 1857 року «Зорі Галицкої» і додатку до неї «Поученія Церковныя» (1854).
За його редакторства «Зоря Галицка» виходила українською народною мовою.